# Verbundaktie
Eine Verbundaktie (engl. paired share, siamese share oder stapled stock) ist eine Aktie bzw. ein Wertpapier, das das Stimm- oder Dividendenrecht zweier steuerrechtlich getrennter jedoch wirtschaftlich einheitlicher Gesellschaften, die ihren Sitz und ihr steuerliches Domizil meist in verschiedenen Ländern haben, in einem gemeinsamen Wertpapier verbrieft.

## Hintergründe
Verbundaktien dienen der Verbindung zweier rechtlich unabhängiger Gesellschaften in synthetischer Art und Weise, so dass die jeweilige rechtliche Selbstständigkeit insoweit erhalten bleibt, dass die bisherigen Aktionäre weiterhin Aktionäre quasi nur einer Gesellschaft sind. Maßgebliches Ziel ist dabei die Vermeidung von Mehrfachbesteuerungen von grenzüberschreitend gezahlten Dividenden. Dabei sind je nach dem Verhältnis, in dem die Gesellschaften zueinander stehen, verschiedene Konstruktionen möglich.
Da nicht eine festgelegte Art von Verbundaktien bzw. ein "Prototyp" existiert, gibt es verschiedene Gestaltungsmöglichkeiten für Verbundaktien, und insbesondere die rechtlichen Aspekte sind sehr vielschichtig. Zum einen können sie den stimmberechtigten Anteil (Stammaktien) mit einem gewinnberechtigten Anteil (Vorzugsaktien) zweier Unternehmen aus unterschiedlichen Jurisdiktionen miteinander verbinden. Darüber hinaus können statt Vorzugsaktien auch Genussscheine als Verbundelement genutzt werden.
Auch eine Kopplung des Verkaufs der Stimmrechtsaktie an den Verkauf eines Trustvermögensansteils ist denkbar.
In Deutschland gibt es dieses rechtliche Konstrukt bisher kaum. Lediglich 1994 wurden beschränkte Erfahrungen mit der Redland Plc. gesammelt.

### Gleichordnungskonzern
In einem Gleichordnungskonzern sind zwei Gesellschaften miteinander verflochten, ohne dass die eine die andere eindeutig beherrscht. Dieser Fall liegt insbesondere bei internationalen Joint Ventures vor. Verbundaktien diesen auch hier maßgeblich zur Steuerung und Optimierung der Dividendenflüsse.

### Unterordnungskonzern
Bei einem Unterordnungskonzern existiert eine Muttergesellschaft, die eine rechtlich eigenständige Tochtergesellschaft dominiert.
Die Besitzer von Verbundaktien erhalten in diesem Fall meist Stimmrecht an der Muttergesellschaft, jedoch Dividendenrecht an der Tochtergesellschaft. Vorteil dieser Konstruktion ist, dass die Gewinne nicht erst von der Tochtergesellschaft auf die Muttergesellschaft übertragen werden, sondern direkt ausgeschüttet werden. Dieses kann aufgrund der Vermeidung von Doppelbesteuerungen klare Vorteile für die Aktionäre haben. Gleichzeitig erhalten die Aktionäre oft ein nachrangiges Dividendenrecht an der Muttergesellschaft für den Fall, dass die Untergesellschaft einmal zu wenig Dividende ausschüttet.

## Geschichte & Begriffsherkunft
Der Begriff "Stapled Stock" bedeutet wörtlich übersetzt verknüpfte oder verklammerte Anteile. Diese Bezeichnungen beschreiben die Haupteigenschaft von Verbundaktien, nämlich, dass 2 verschiedene Anteilsscheine miteinander eng verbunden werden und nur gemeinsam emittiert werden. Dabei wurde der Begriff "Verbundaktie" von Dr. Götz Böhmer, Mitarbeiter der Deutschen Bank AG, im Rahmen einer Erläuterung zur rechtlichen Gestaltung im Fall Redland mit als erstes eingeführt.
Bereits Ende der 1970er Jahre entstanden die ersten "Stapled Stocks" im angelsächsischen Raum als neue Form der Beteiligung an Kapitalgesellschaften.
So wurden Verbundaktien unter anderem bei der CLF-Gruppe und Yeoman Holdings eingesetzt.
Im Jahr 1989 wurden Verbundaktien bei dem Zusammenschluss des US-amerikanischen Arzneimittelherstellers SmithKline Beckman mit dem britischen Pharmakonzern Beecham eingesetzt.
Im selben Jahr 1989 wurden Verbundaktien zwischen der Eurotunnel plc und der Eurotunnel SA emittiert.
1993 wurden im Rahmen der Umstrukturierung des Rothmans-Konzerns Verbundaktien zwischen Rothmans International und Vendôme eingesetzt.
Auch bei der Umstrukturierung von der NYNEX Corporation und NYNEX CableComs im Jahr 1995 wurden Verbundaktien zur Vorbereitung des Börsengangs im Ausland eingesetzt.
Im folgenden Jahr 1996 wurden Verbundaktien bei der Übernahme des britischen Porzellanherstellers Wedgwood durch die irische Waterford Glass eingesetzt.
In Deutschland war das erste und bisher einzige Modell, in dem Verbundaktien zum Einsatz kamen, der Zusammenschluss der Redland plc mit der Braas GmbH im Jahr 1995. Bei diesem wurden Namensaktien an der Redland plc gemeinsam mit Genussscheinen an Braas in Gestalt eines Inhabersammelzertifikats des Deutschen Auslandskassenvereins (AKV) verbrieft. Zwar sollten Verbundaktien auch bei dem Zusammenschluss der deutschen VIAG AG und der schweizerischen Alusuisse-Lonza Group AG eingesetzt werden, jedoch verweigerten am Ende die deutschen Behörden mit Verweis auf eine missbräuchliche Gestaltung nach § 42 AO ihre Zustimmung.

## Vorteile und Risiken
Das Modell der Verbundaktien bietet sowohl viele Vorteile als auch einige Nachteile. Die Vorteile liegen insbesondere in der möglichen Vermeidung von Mehrfachbesteuerungen und somit der Maximierung des Profits der Aktionäre (Steuervermeidung). Die große Gestaltungsfreiheit, die sich bei der Konstruktion von Verbundaktion bietet, eröffnet ebenfalls positive Spielräume. So können Unternehmen eng miteinander verbunden werden, ohne dass steuerliche Nachteile entstehen oder die rechtliche Selbstständigkeit komplett aufgehoben wird. Auch einige gesetzliche Restriktionen bei der Verschmelzung von Unternehmen können so umgangen werden. Gleichzeitig sind bei einem solchen Unternehmenszusammenschluss nur wenige gesellschaftsorganisatorische Veränderungen notwendig. Aus Sicht der Aktionäre können Verbundaktien z. B. so gestrickt werden, dass das Dividendenrecht weiterhin genau auf der einen Gesellschaft bestehen bleibt, da das eventuell negative Dividendeneffekte durch die zweite Gesellschaft keine Auswirkungen haben.
Größter Nachteil von Verbundaktien ist die hohe Komplexität dieser Aktien die insbesondere für Kleinanleger sehr schwer nachvollziehbar ist. Auch bei zukünftigen Entscheidungen wie Kapitalerhöhungen besteht Konfliktpotential, da aufgrund der komplexen Gestaltung eine Gleichbehandlung aller Aktionäre sehr schwierig ist. Da Verbundaktien regelmäßig auch Rechte verbriefen, die nicht alle ausländischen Wertpapiersammelbanken zulassen, liegen hier weitere Risiken. Daneben ziehen Verbundaktien, die zusätzlich zu Stammaktien ausgegeben werden, einen Teil der Liquidität aus der anderen Aktiengattung, wodurch die Handelbarkeit erschwert wird und Kenngrößen für z. B. Indexmitgliedschaften schwerer erreicht werden. Insbesondere eine wahrscheinliche unterschiedliche Preisentwicklung der verschiedenen Aktiengattungen ist problematisch, da die Inhaber der sich besser entwickelnden Aktiengattung mittelfristig die andere Gattung dominieren und aufkaufen könnte.